# Kaos (bok)
Kaos skrevs av Pär Lagerkvist och publicerades för första gången 1919.
Kaos består av tre avsnitt:
1. Himlens hemlighet (en enaktare, pjäs)
2. Den fordringsfulla gästen och andra prosatexter (ex. Jag lämnar denna cirkusföreställning).
3. I stället för tro och andra dikter (ex. Det är vackrast när det skymmer, Vem spelar i natten samt Nu löser solen sitt blonda hår).